# Nicklas Bäckström
Pour l’article ayant un titre homophone, voir Niklas Bäckström.
Pour les articles homonymes, voir Backstrom.
Nicklas Bäckström (né le 23 novembre 1987 à Valbo en Suède) est un joueur professionnel suédois de hockey sur glace. Son poste de prédilection est centre mais il peut également évoluer à l'aile.

## Biographie

### Carrière
Bäckström a été choisi à la 4e position par les Capitals de Washington lors du repêchage de 2006 dans la Ligue nationale de hockey. Il est ainsi devenu le quatrième joueur suédois choisi si tôt derrière Mats Sundin (premier en 1989) et les frères Sedin, Daniel et Henrik choisis respectivement deuxième et troisième en 1999.
Le 10 juillet 2006, il refuse une offre des Capitals de Washington et décide de jouer une saison de plus pour son club du Brynäs IF. Le 21 mai 2007, Bäckström signe un contrat de trois ans avec les Capitals. Au terme de ce dernier, il signe un nouveau contrat d'une durée de dix ans en faveur de Washington.

### Carrière internationale
Le 6 avril 2006, contre la Norvège, il a joué son premier match avec l'équipe de Suède senior avec laquelle il a ensuite remporté la médaille d'or lors du championnat du monde 2006. Bäckström joua les quatre derniers match où il intégra la première ligne en compagnie de Henrik Zetterberg et Johan Franzén.
Prenant part aux Jeux olympiques de Sotchi en 2014, il reçoit avec ses coéquipiers la médaille d'argent, malgré son propre contrôle positif à la pseudoéphédrine.

## Statistiques

### Statistiques en club
| Saison     | Équipe                 | Ligue      |       | Saison régulière | Saison régulière | Saison régulière | Saison régulière | Saison régulière |    | Séries éliminatoires | Séries éliminatoires | Séries éliminatoires | Séries éliminatoires | Séries éliminatoires |
| Saison     | Équipe                 | Ligue      | PJ    | B                | A                | Pts              | Pun              | PJ               | B  | A                    | Pts                  | Pun                  |                      |                      |
| 2004-2005  | Brynäs IF              | Elitserien | 19    | 0                | 0                | 0                | 2                | -                | -  | -                    | -                    | -                    |                      |                      |
| 2005-2006  | Brynäs IF              | Elitserien | 46    | 10               | 16               | 26               | 30               | 4                | 1  | 0                    | 1                    | 2                    |                      |                      |
| 2006-2007  | Brynäs IF              | Elitserien | 45    | 12               | 28               | 40               | 46               | 7                | 3  | 3                    | 6                    | 6                    |                      |                      |
| 2007-2008  | Capitals de Washington | LNH        | 82    | 14               | 55               | 69               | 24               | 7                | 4  | 2                    | 6                    | 2                    |                      |                      |
| 2008-2009  | Capitals de Washington | LNH        | 82    | 22               | 66               | 88               | 46               | 14               | 3  | 12                   | 15                   | 8                    |                      |                      |
| 2009-2010  | Capitals de Washington | LNH        | 82    | 33               | 68               | 101              | 50               | 7                | 5  | 4                    | 9                    | 4                    |                      |                      |
| 2010-2011  | Capitals de Washington | LNH        | 77    | 18               | 47               | 65               | 40               | 9                | 0  | 2                    | 2                    | 4                    |                      |                      |
| 2011-2012  | Capitals de Washington | LNH        | 42    | 14               | 30               | 44               | 24               | 13               | 2  | 6                    | 8                    | 18                   |                      |                      |
| 2012-2013  | OHK Dinamo             | KHL        | 19    | 10               | 15               | 25               | 10               | -                | -  | -                    | -                    | -                    |                      |                      |
| 2012-2013  | Capitals de Washington | LNH        | 48    | 8                | 40               | 48               | 20               | 7                | 1  | 2                    | 3                    | 0                    |                      |                      |
| 2013-2014  | Capitals de Washington | LNH        | 82    | 18               | 61               | 79               | 54               | -                | -  | -                    | -                    | -                    |                      |                      |
| 2014-2015  | Capitals de Washington | LNH        | 82    | 18               | 60               | 78               | 40               | 14               | 3  | 5                    | 8                    | 2                    |                      |                      |
| 2015-2016  | Capitals de Washington | LNH        | 75    | 20               | 50               | 70               | 36               | 12               | 2  | 9                    | 11                   | 8                    |                      |                      |
| 2016-2017  | Capitals de Washington | LNH        | 82    | 23               | 63               | 86               | 38               | 13               | 6  | 7                    | 13                   | 2                    |                      |                      |
| 2017-2018  | Capitals de Washington | LNH        | 81    | 21               | 50               | 71               | 46               | 20               | 5  | 18                   | 23                   | 6                    |                      |                      |
| 2018-2019  | Capitals de Washington | LNH        | 80    | 22               | 52               | 74               | 30               | 7                | 5  | 3                    | 8                    | 4                    |                      |                      |
| 2019-2020  | Capitals de Washington | LNH        | 61    | 12               | 42               | 54               | 14               | 5                | 0  | 1                    | 1                    | 5                    |                      |                      |
| 2020-2021  | Capitals de Washington | LNH        | 55    | 15               | 38               | 53               | 14               | 5                | 0  | 1                    | 1                    | 0                    |                      |                      |
| 2021-2022  | Capitals de Washington | LNH        | 47    | 6                | 25               | 31               | 12               | 6                | 2  | 4                    | 6                    | 4                    |                      |                      |
| 2022-2023  | Capitals de Washington | LNH        | 39    | 7                | 14               | 21               | 14               | -                | -  | -                    | -                    | -                    |                      |                      |
| 2023-2024  | Capitals de Washington | LNH        | 8     | 0                | 1                | 1                | 2                | -                | -  | -                    | -                    | -                    |                      |                      |
| Totaux LNH | Totaux LNH             | Totaux LNH | 1 105 | 271              | 762              | 1 033            | 504              | 139              | 38 | 76                   | 114                  | 62                   |                      |                      |

### Statistiques en équipe nationale
| Année | Compétition                          |   | PJ | B | A | Pts | Pun | +/-                |  | Résultats |
| 2005  | Championnat du monde moins de 18 ans | 7 | 2  | 3 | 5 | 4   | +5  | Médaille de bronze |  |           |
| 2006  | Championnat du monde junior          | 6 | 4  | 3 | 7 | 2   | 0   | 5e place           |  |           |
| 2006  | Championnat du monde                 | 4 | 0  | 0 | 0 | 0   | +3  | Médaille d'or      |  |           |
| 2007  | Championnat du monde junior          | 7 | 0  | 7 | 7 | 20  | +2  | 4e place           |  |           |
| 2007  | Championnat du monde                 | 9 | 1  | 5 | 6 | 4   | +1  | 4e place           |  |           |
| 2008  | Championnat du monde                 | 9 | 3  | 4 | 7 | 4   | +1  | 4e place           |  |           |
| 2010  | Jeux olympiques                      | 4 | 1  | 5 | 6 | 0   | +3  | 5e place           |  |           |
| 2012  | Championnat du monde                 | 2 | 0  | 1 | 1 | 0   | -2  | 6e place           |  |           |
| 2014  | Jeux olympiques                      | 5 | 0  | 4 | 4 | 0   | +3  | Médaille d'argent  |  |           |
| 2016  | Coupe du monde                       | 4 | 2  | 2 | 4 | 2   | +3  | Demi-finaliste     |  |           |
| 2017  | Championnat du monde                 | 5 | 3  | 4 | 7 | 8   | +6  | Médaille d'or      |  |           |

## Récompenses

### Elitserien
- 2006 : 
  - nommé joueur junior de l'année 2006
  - nommé joueur recrue de l'année 2006

### Ligue nationale de hockey
- 2007-2008 : 
  - sélectionné dans l'Équipe d'étoiles des recrues
  - participe au Match des Jeunes Étoiles de la LNH
- 2008-2009 : remporte le trophée viking (meilleur joueur suédois évoluant dans la LNH) (1)
- 2014-2015 : remporte le trophée viking (2)
- 2015-2016 : participe au 61e Match des étoiles de la LNH
- 2017-2018 : vainqueur de la Coupe Stanley avec les Capitals de Washington